# Snabbspårvägen i Ust-Ilimsk
Snabbspårvägen i Ust-Ilimsk är en spårvagnslinje i staden Ust-Ilimsk i södra  Sibirien.
Spårvägen, som förbinder staden med dess industriområden, invigdes  den 15 september 1988. Spårvagnsnätet är 18 kilometer långt och spårvidden är 1 524 mm (bredspår). Tidtabellen för de 2 spårvagnslinjerna är anpassad till fabrikernas arbetstider och skiftbyten.

Linjekarta 2017.

Spårvägen går, som en lättbana, på en egen tvåspårig bana med 10 hållplatser. Den började byggas år 1985 och den första sträckan till sågverket var klar tre år senare. År 1992 förlängdes linjen till  cellulosafabriken och kraftverket, en sträcka som har blivit en lokal turistattraktion. Under rusningstrafik körs med dubbla vagnar av typen KTM-5M3, med 32 sittplatser. 

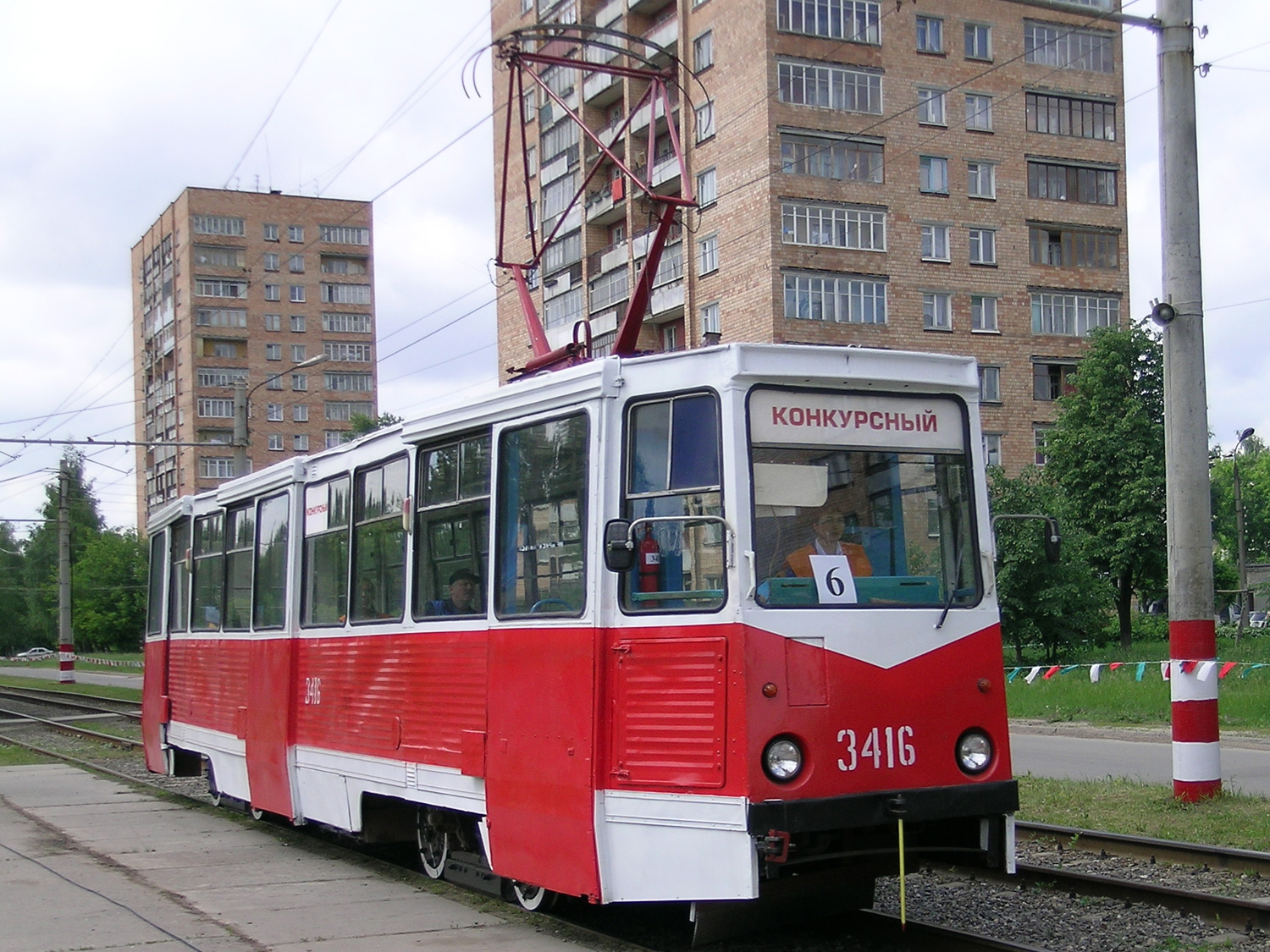
Spårvagn av typen KTM-5M3.

Spårvagnarna kör upp till 70 kilometer per timme och linjen trafikeras hela året, även på vintern. Driften inställs dock om temperaturen är lägre än minus 57 grader. Spårvägen ägs och drivs av industrikombinatet.